# Friedrich Theodor Kühne
Friedrich Carl Theodor Kühne (* 3. August 1758 in Stadtoldendorf; † 17. Juli 1834 in Marburg) war ein deutscher Hochschullehrer und Sprachwissenschaftler.

## Leben
Friedrich Theodor Kühne wurde als Sohn des Superintendenten Johannes Andreas Kühne und dessen Ehefrau Marie, einer Tochter des Helmstedter Gymnasialprofessors Weise, geboren. 
Er besuchte von 1764 an die öffentliche Schule in Stadtoldendorf und von 1772 das Gymnasium (heute: Campe-Gymnasium Holzminden) in Holzminden. Er erhielt Unterricht bei Friedrich-Wilhelm Richter (1727–1791), dem späteren Generalsuperintendenten von Braunschweig, sowie beim ersten Collaborator Petersen, dem späteren Konsistorialrat in Wolfenbüttel, die sein Interesse an Sprachen, besonders der französischen, englischen und italienischen weckten.
Er wurde am 15. April 1779 als Jura-Student an der Universität Helmstedt immatrikuliert und hörte Vorlesungen bei den Professoren Johann Friedrich Eisenhart, Albert Philipp Frick (1733–1798), Franz Dominikus Häberlin, Johann Christian Wernsdorf, Paul Jakob Bruns und Karl Friedrich Paelike (1736–1780). Im Selbststudium erlernte er die Neueren Sprachen, hierzu war es ihm möglich, die Bibliothek des Berghauptmanns August von Veltheim zu nutzen, außerdem erhielt er Schriften von seinen Förderern Jean Baptiste Feronce von Rotenkreutz, Johann Joachim Eschenburg und Professor Paul Jakob Bruns.
1782 wurde er Lektor der englischen und italienischen Sprache in Helmstedt. 1786 wurde er von der Universität Helmstedt zum Professor vorgeschlagen; nach der Bestätigung durch den Herzog Karl Wilhelm Ferdinand erfolgte seine Ernennung zum außerordentlichen Professor der Philosophie und der englischen und italienischen Sprache.
1810 erhielt er seine Promotion zum Dr. phil. in Helmstedt.
Am 9. Februar 1810 wurde er außerordentlicher Professor der abendländischen Sprachen (englisch, französisch, italienisch, spanisch) und der Philosophie an der Universität Marburg; im gleichen Jahr begann er im Wintersemester Unterricht in französischer Sprache am Pädagogium in Marburg gegen Honorar zu halten. Ab dem 8. Mai 1811 hielt er dann, auf Anordnung des Ministeriums des Inneren, Unterricht in den höheren Klassen und seit dem Wintersemester 1814 auch Vorlesungen über die Anfangsgründe der englischen Sprache am Pädagogium in Helmstedt.
Am 2. Juni 1815 wurde er durch den Kurfürsten Wilhelm I. zum ordentlichen Professor der abendländischen Sprachen an der Universität Marburg ernannt und war dort bis zum Sommersemester 1831 tätig.
Er war mit Charlotte Wilhelmine, einer Tochter des Oberstleutnants von Obenhausen aus Braunschweig, verheiratet, gemeinsam hatten sie fünf Kinder. Seine Tochter Katharine Christine Sophie Wilhelmine war mit dem Professor der Medizin der Universität Marburg Christian Heinrich Bünger verheiratet.

## Schriften (Auswahl)
- Samuel Stanhope Smith; Friedrich Theodor Kühne: Versuch über die Ursachen der ungleichen Farbe und Gestalt des Menschengeschlechts. Braunschweig, 1790.
- Regelmäßige Anweisung zu der englischen Aussprache. Helmstädt Fleckeisen 1791
- Friedrich Theodor Kühne; Friedrich Weise; Ludvig Holberg: Die Maskeraden: Eine Komödie verfertigt nach einem der Schauspiele von Holberg das eben den Namen führt. Braunschweig: Kircher, 1792.
- Handbuch der englischen Sprache. Helmstedt 1797.
- Praktische Anweisung zur französischen Aussprache nach Domergue. Bremen 1800.
- Materialien zum Uebersetzen ins Französische: bestehend aus Uebungen der Hauptregeln, Erzählungen, Gesprächen, Briefen, mit untergelegten passenden Wörtern und Redensarten. Braunschweig Reichard 1806
- Materialien zum Uebersetzen ins Italienische. Braunschweig. 1800.
- Materialien zum Uebersetzen ins Englische, bestehend aus Uebungen der Hauptregeln, Erzählungen, Gesprächen und Briefen. Helmstedt 1805.
- Neues französisches Lesebuch. Leipzig 1805.
- Sammlung auserlesener Briefe zum Uebersetzen ins Französische. Braunschweig 1806.
- Oliver Goldsmith; Friedrich Theodor Kühne: The vicar of Wakefield: mit Aussprache, wörtlicher Übersetzung der ersten Kapitel und Grammatischen Anmerkungen. Berlin 1806.
- Sammlung kaufmännischer Briefe zum Uebersetzen ins Englische mit untergelegten passenden Wörtern und Redensarten für Anfänger und Geübtere. Helmstedt 1806.
- Neue Materialien oder Beyspiele zur Erlernung der französischen Sprachregeln nebst den nöthigsten Gallicismen und praktischen Uebungen. Helmstädt: Fleckeisen, 1806.
- Sammlung kaufmännischer Briefe zum Uebersetzten ins Französische mit untergelegten passenden Wörtern und Redensarten. Altona: Hammerich, 1806.
- Canto pastorale all' occasione della Pace di Tilsit. 1807.
- Kaufmännische Briefe zum Uebersetzen ins Italienische. Marburg 1811.
- Recueil de contes interessans et moraux publ. à l'usage de la jeunesse. Gießen 1811
- Lecture amusante et instructivc pour les personnes – quiont déja fait quelques progrès dans la langue française. Marbourg: Krieger 1812.
- Neue Materialien oder Beispiele zur Erlernung der französischen Sprachregeln. Marburg 1813.
- Kurzgefaßte englische Sprachlehre nebst Lesebuche. Hannover 1815.
- Italienisches Lesebuch zur Erlernung der Umgangssprache: mit Hinweisung auf meine Italienische Sprachlehre. Göttingen 1816.
- Kurzgefaßte italienische Sprachlehre nebst Lesebuche. Göttingen 1816.
- Kurzgefasste französische Sprachlehre für Schulen und andere Lehranstalten. Marburg: Krieger, 1816.
- Französische Sprachlehre. Marburg 1816.
- Kurzgefaßte spanische Sprachlehre nebst einem Lesebuch. Hamburg 1817.
- Uebungsbuch zum richtigen Uebersetzen ins Englische, mit Hinweisung auf meine Sprachlehre. Hannover 1816.
- Uebungsbuch zum richtigen Uebersetzen ins Französische, mit Hinweisung auf meine Sprachlehre. Marburg 1817.
- Uebungsbuch zum richtigen Uebersetzen ins Italienische. Göttingen 1817.
- Alcune Poesie Eine kleine Sammlung ausgewählter italienischer Gedichte. Marburg 1818
- Italienische Gespräche mit deutscher Uebersetzung. Marburg 1821.
- Französische Gespräche mit deutscher Uebersetzung. Marburg 1822.
- Dialogues for the use of young persons. Cassel printed for Bohne, 1822.
- Gallicismen, nebst Ausdrücken und Redensarten des gemeinen Lebens. Kassel 1822.
- Französische Gespräche, enthaltend Beschreibungen sinnlicher Dinge und Erklärungen figürlicher Ausdrücke. Marburg 1823.
- Manuel de pièces digisies, servant d'introduotion au style françois usité dans les affaires publiques et particulières. Marbourg 1824.
- Dialogues sur les plus remarquables personnes etc. Marbourg 1825.